# Hełmikowate
Hełmikowate (Cudoniaceae P.F. Cannon) – rodzina grzybów z rzędu łuszczeńcowców (Rhytismatales).

## Systematyka
Pozycja w klasyfikacji według Index Fungorum
Cudoniaceae, Rhytismatales, Leotiomycetidae, Leotiomycetes, Pezizomycotina, Ascomycota, Fungi.
Rodzaje
Według aktualizowanej klasyfikacji Index Fungorum bazującej na Dictionary of the Fungi do rodziny tej należą rodzaje:
- Cudonia Fr. 1849 – hełmik
- Pachycudonia S. Imai 1950
- Spathularia Pers. 1797 – łopatnica
- Spathulariopsis Maas Geest. 1972

Nazwy polskie według M.A. Chmiel.